# جورج ويليام باغباي
جورج ويليام باغباي (بالإنجليزية: George William Bagby)‏ هو محرر وأمين مكتبة وطبيب أمريكي، ولد في 13 أغسطس 1828 في مقاطعة بوكنغهام في الولايات المتحدة، وتوفي في 29 نوفمبر 1883 في Shockoe Hill Cemetery ‏ في الولايات المتحدة.